# Леттс, Дон
Донован «Дон» Леттс (англ. Donovan "Don" Letts; род. 10 января 1956, Кеннингтон, Лондон) — британский кинорежиссёр, диджей и музыкант. Стал известен как видеооператор The Clash, для которой снял несколько видеоклипов. В 1984 году вместе с бывшим участником The Clash Миком Джонсом основал группу Big Audio Dynamite, в которой участвовал как сэмплер и видеооператор, пока не покинул её в 1990 году.
Леттс также снимал видеоклипы для Musical Youth, The Psychedelic Furs, Fun Boy Three, The Pretenders и Элвис Костелло. Кроме клипов, Леттсом были сняты документальные фильмы The Punk Rock Movie (1978) и The Clash: Westway to the World (2000).

## Биография
Леттс родился 10 января 1956 года в семье ямайцев, в Лондоне. Учился в Школе Тенисонс в Кеннингтоне. В 1975 он управлял магазином одежды Acme Attractions, где продавал «Зут-сьют костюмы цвета электрик и музыкальные автоматы, а также целый день крутил даб-регги». Позже у магазина появилась сцена, где выступали The Clash, Sex Pistols, Крисси Хайнд, Патти Смит, Дебби Харри и Боб Марли. Последним особенно увлекался и сам Леттс, как и ямайской музыкой в целом. Увидев его на выступлении в Hammersmith Apollo в июне 1976, Леттс смог пробраться в отель к Марли и провёл ночь, разговаривая с Марли и подружившись с ним.
Увидев толпу в Acme, промоутер Энди Чезовски открыл ночной клуб «The Roxy», чтобы выходящие из магазина люди могли сразу найти место для вечеринки. Из-за того, что записей панка на тот момент было мало, Леттс включал в свои сеты даб и регги исполнителей. Получив славу и деньги, он смог снять свой первый фильм «The Punk Rock Movie».
Леттс ушёл из розничного бизнеса, чтобы управлять группой The Slits. Он смог уговорить группу выступить на разогреве у The Clash во время их White Riot tour. Тогда же Леттс понял, что менеджмент не для него, и продолжил снимать материал для «The Punk Rock Movie».
В первый раз Леттс посетил Ямайку после распада Sex Pistols, когда Джонни Роттен вместе с Ричардом Брэнсоном отправились туда же. Эта поездка вдохновила Брэнсона основать лейбл Virgin's Frontline, записывающий регги.

Мне кажется, он подумал, поскольку я был чёрным ямайцем — ну, вроде того — он будет в хороших руках. Он и не подозревал, что ближе всего я был к Ямайке, когда смотрел «The Harder They Come» в Classic Cinema в Лондоне.
Оригинальный текст (англ.)I guess he thought that since I was black and Jamaican – well, sort of – he'd be in good hands. Little did he know that the closest I'd been to Jamaica was watching The Harder They Come at the Classic Cinema in Brixton.
— Don Letts
Как дань уважения, фотография Леттса была помещена на обложке сборника The Clash 1980 года Black Market Clash и его переиздания 1993 года Super Black Market Clash.
В знак признания уникального вклада Леттса в музыку 16 октября 2013 года ему был вручён BASCA Gold Badge of Merit.
В середине 2014 на выставке «Return of the Rudeboy» в Сомерсет-хаус фотографом Дином Чакли был представлен портрет Дона Леттса.

В консервативной культуре, где панка никогда не было, самое время для «Return of the Rudeboy».
Оригинальный текст (англ.)In a conservative culture that feels like punk never happened, the time is right for Return of the Rudeboy.
— Don Letts

## Личная жизнь
Леттс женат на женщине по имени Грейс, у них двое детей. Также у него есть два ребёнка от предыдущего брака.
В сентябре 2020 Дон и Грейс представили в программе BBC Gardeners' World свой городской сад на севере Лондона, в котором объединили свои вкусы.

## Творчество

### Музыка
В 1978 году Дон Леттс совместно с Китом Левеном, Джа Уобблом и Стилом Легом выпустил EP Steel Leg v the Electric Dread. После исключения Мика Джонса из The Clash, тот вместе с Леттсом в 1984 основал группу Big Audio Dynamite. В 1990 году Леттс сформировал Screaming Target. С 1 апреля 2009 года Дон Леттс ведёт еженедельное шоу на BBC Radio 6 Music.

### Книги
В 2006 Леттс опубликовал свою автобиографию Culture Clash: Dread Meets Punk Rockers.

### Фильмы
В 1978 году Леттс снял свой первый фильм The Punk Rock Movie. После этого он снял несколько документальных фильмов и музыкальных клипов. В 1997 принял участие в создании ямайского фильма Королева дэнсхолла. Его документальный фильм The Clash: Westway to the World получил премию Грэмми в 2003 году.

#### Фильмография (как режиссер)
| Год  | Название                                              | Примечание     |
| ---- | ----------------------------------------------------- | -------------- |
| 1978 | The Punk Rock Movie                                   |                |
| 1997 | Dancing in the Streets: Planet Rock                   | Телефильм      |
| 1997 | Королева дэнсхолла                                    |                |
| 2000 | The Clash: Westway to the World                       | Документальный |
| 2003 | The Essential Clash                                   | Телефильм      |
| 2003 | Одна любовь                                           |                |
| 2004 | Making of 'London Calling': The Last Testament        | Видео          |
| 2005 | Punk: Attitude                                        | Телефильм      |
| 2005 | The Revolution Will Not Be Televised: Gil Scott-Heron |                |
| 2005 | Brother From Another Planet: Sun Ra                   |                |
| 2006 | The Making of All Mod Cons: The Jam                   |                |
| 2006 | Tales of Dr. Funkenstein: George Clinton              |                |
| 2006 | Rock It To Rio: Franz Ferdinand                       |                |
| 2007 | Soul Britannia                                        |                |
| 2008 | The Clash Live: Revolution Rock                       | Телефильм      |
| 2009 | Carnival!                                             |                |
| 2010 | Strummerville                                         |                |
| 2011 | Rock 'N' Roll Exposed: The Photography of Bob Gruen   |                |
| 2012 | Subculture                                            |                |
| 2016 | The Story of Skinhead                                 |                |

#### Музыкальные клипы
| Год  | Название                            | Исполнитель                          |
| ---- | ----------------------------------- | ------------------------------------ |
| 1977 | White Riot                          | The Clash                            |
| 1978 | Tommy Gun                           | The Clash                            |
| 1979 | London Calling                      | The Clash                            |
| 1980 | Sister Europe                       | The Psychedelic Furs                 |
| 1980 | Bankrobber                          | The Clash                            |
| 1980 | The Call Up                         | The Clash                            |
| 1981 | This Is Radio Clash                 | The Clash                            |
| 1982 | Rock the Casbah                     | The Clash                            |
| 1982 | Should I Stay or Should I Go        | The Clash                            |
| 1982 | Pass the Dutchie                    | Musical Youth                        |
| 1982 | Back on the Chain Gang              | The Pretenders                       |
| 1982 | Youth of Today                      | Musical Youth                        |
| 1983 | The More I See (The Less I Believe) | Fun Boy Three                        |
| 1983 | Got to Have You Back                | The Undertones                       |
| 1983 | War Party                           | Эдди Грант                           |
| 1983 | Everyday I Write the Book           | Элвис Костелло                       |
| 1983 | Party Train                         | The Gap Band                         |
| 1984 | One Love                            | The Wailers                          |
| 1984 | Waiting in Vain                     | The Wailers                          |
| 1984 | Round and Round                     | Ratt                                 |
| 1985 | The Bottom Line                     | Big Audio Dynamite                   |
| 1986 | E=MC2                               | Big Audio Dynamite                   |
| 1986 | Medicine Show                       | Big Audio Dynamite                   |
| 1986 | C'mon Every Beatbox                 | Big Audio Dynamite                   |
| 1987 | V Thirteen                          | Big Audio Dynamite                   |
| 1988 | Just Play Music!                    | Big Audio Dynamite                   |
| 1989 | James Brown (song)                  | Big Audio Dynamite                   |
| 1989 | She Gives Me Love                   | The Godfathers                       |
| 1990 | Get Up, Stand Up                    | The Wailers                          |
| 1994 | Deep Forest                         | Deep Forest                          |
| 1995 | In the Name of the Father           | Black Grape                          |
| 1996 | Don't Take My Kindness for Weakness | The Heads совместно с Шоном Райдером |